# Río Sheshea (Río Ucayali)
Der Río Sheshea ist ein etwa 262 km langer rechter Nebenfluss des Río Ucayali im Osten von Peru in der Region Ucayali. Der Fluss ist nicht zu verwechseln mit dem 120 km weiter nördlich verlaufenden gleichnamigen rechten Nebenfluss des Río Abujao.

## Flusslauf
Der Río Sheshea entspringt im äußersten Südosten des Distrikts Iparía in der Provinz Coronel Portillo. Das Quellgebiet befindet sich auf einer Höhe von etwa 400 m in einem Höhenrücken im Amazonastiefland. Der Río Sheshea fließt anfangs 20 Kilometer nach Norden. Anschließend wendet sich der Fluss nach Nordwesten. Er weist nun ein teils stark mäandrierendes Verhalten mit zahlreichen engen Flussschlingen auf. Bei Flusskilometer 125 wendet sich der Fluss in Richtung Westnordwest. Auf den letzten 80 Kilometern fließt der Río Sheshea in Richtung Westsüdwest. Er mündet schließlich auf einer Höhe von etwa 165 m nahe der Grenze zur weiter südlich gelegenen Provinz Atalaya in den nach Norden strömenden Río Ucayali.

## Einzugsgebiet
Der Río Sheshea entwässert ein Areal von ungefähr 2060 km². Dieses liegt im Osten des Distrikt Iparía sowie im äußersten Norden des Distrikts Tahuanía und ist mit tropischem Regenwald bedeckt. Das Einzugsgebiet des Río Sheshea grenzt im Norden an das des Río Tamaya, im Osten an das Río Yurúa, im Südosten an das Río Tahuanía sowie im Süden an das des Río Genepanshea.